# 字苑
《字苑》是东晋学者葛洪所编字典。原文已散佚，传世《字苑》校订本残有34个字头，主要是汉传佛教术语。
《字苑》中首次出现了“塔”。冯志伟(2004:205)将“塔”分类为“单音节借词”并注道：
塔=浮屠=浮图=佛图=数斗波=兜婆：佛教塔：“塔,佛堂也”(字苑)，“作九层浮图”(水经注)，“塔亦胡言, 犹宗庙也。”(魏书)。借自梵语buddhastupa。该词音变如下：Buddhastupa→stupa→tupa→t’ap。 